# معيارية مثلية
المعيارية المثلية (بالإنجليزية: Homonormativity)‏ هي امتياز لمبادئ معيارية المغايرة ومفاهيم في ثقافة وهوية مجتمع الميم. تُبنى هذه الفرضية على أن معايير وقيم المغايرين جنسيًا يجب تكرارها وتنفيذها بين الأشخاص المثليين جنسيًا. تميز المعيارية المثلية مثلية المتوافقين جنسيًا (الذين يقترنون بزواج أحادي) باعتبارها تستحق القبول الاجتماعي.

## أصل المصطلح
عُمم مصطلح «المعيارية المثلية» من قبل ليزا دوغان في نقدها للديمقراطية المعاصرة، والمساواة، وخطاب مجتمع الميم عام 2003. بالاعتماد على معيارية المغايرة، التي عممها مايكل وارنر عام 1991، والمفاهيم المتجذرة في مفهوم غايل روبين عن «نظام الجنس/الجندر»، وفكرة أدريان ريتش عن المغايرة الجنسية الإجبارية.
كتبت دوغان: «إن المعيارية المثلية هي سياسة لا تتحدى الافتراضات والمؤسسات ذات المعيارية المغايرة السائدة بل تؤيدها وتدعمها في حين أنها تبشر باحتمال تثبيت ثقافة دمج المثليين في الحياة المنزلية والاستهلاك». تقول كاثرين كونيل إن المعيارية المثلية «تؤكد على القواسم المشتركة مع معايير الثقافة الجنسية، بما في ذلك الزواج، والزواج الأحادي، والإنجاب، والإنتاجية». يرى المُنظر الحر الجنس ديفيد إم. هالبرين أن قيم المعيارية المغايرة تتكرر وتتميز مع تطبيع رؤية مجتمع الميم والحقوق المدنية، وكتب «تتوقف الفكرة الرئيسية لسياسة المثليين عن كونها مقاومة لاضطهاد المغايرة الجنسية وتصبح، بدلًا من ذلك، استيعاب... ودافع إلى القبول الاجتماعي والاندماج في المجتمع ككل».
يقول هالبرين إن التحضر، والاستطباق، وإعادة الرسملة لمناطق أحرار الجنس داخل المدينة وقرى مثلي الجنس تساهم في انتشار وتمييز القيم القائمة للمغايرين جنسيًا. ربط هالبرين بين وباء فيروس نقص المناعة البشرية المكتسب/الإيدز وظهور المواعدة عبر الإنترنت باعتبارها ساهمت في عزل مجتمع الميم. يعزو أيضًا التحول في الخطاب السياسي، والحوار، والموقف من التحرر إلى الاستيعاب باعتباره تعزيزًا إضافيًا لثنائية المثلية جنسيًا.
يرسم مفهوم غايل روبين «التسلسل الهرمي الجنسي» -والتي ترى أن المعيارية المغايرة في المجتمع الغربي تصنف الممارسات الجنسية أخلاقيًا من «الجنس الجيد» إلى «الجنس السيئ»- أشكال السلوك المثلي الذي يولد القبول المشروط. وكتبت: «إن الأزواج المثليين والمثليات المستقرون على المدى الطويل يقتربون من احترام الناس [...] إذا كان مقترنًا بزواج أحادي، فإن المجتمع يبدأ في إدراك أن هذا يشمل النطاق الكامل للتفاعل البشري». كتبت روبين أن أقطاب القبول والانحراف هذه ترى أن امتيازات المثلية جنسيًا للأزواج المثليين على المدى الطويل أكثر من أجساد عابري الهوية الجنسية، وغير الثنائيين، والمختلطين جنسيًا في هذه الجماعات، وأنه «يُعتبر الأفراد الذين يرتفع سلوكهم في هذا التسلسل الهرمي معتمدين على الصحة العقلية، والاحترام، والشرعية، والحركة الاجتماعية والبدنية، والدعم المؤسسي، والفوائد المادية».

## السياسة
تقول المُحاضرة في السياسة والعلاقات الدولية بيني غريفين أنه على الصعيد السياسي، بدلًا من انتقاد القيم النيوليبرالية للأزواج الأحاديين، والإنجاب، والأدوار للجندر الثنائي، وجدت أن المعيارية المثلية تؤيد القيم التي تعتبر بطبيعتها مغايرة جنسيًا وعنصريةً. ترى غريفين أن سلوك المثلية الجنسية متشابك مع الأنظمة العالمية الرأسمالية، مع ثقافة المستهلك وعمل المادية في جوهرها. تؤكد دوغان أن المعيارية المثلية تُجزئ مجتمعات الميم إلى تسلسل هرمي للجدارة، وأن أشخاص مجتمع الميم الذين يقتربون من محاكاة معايير المغايرة للهوية الجندرية يعتبرون الأكثر استحقاقًا للحصول على الحقوق. كتبت أيضًا أن الأشخاص المثليين في الجزء السفلي من هذا التسلسل الهرمي (على سبيل المثال: الأشخاص مزدوجي التوجه الجنسي، والعابرين جنسيًا، والأشخاص غير ثنائيي الجندر، والهويات الجندرية غير الغربية، وثنائيي الجنس، والأشخاص أحرار الجنس الذين ليسوا من البِيض، والعمال الأحرار الجنس) يعتبرون عائقًا أمام هذا فئة من الأشخاص المثليين جنسيًا الذين يدركون حقوقهم.